# Paramitraceras hispidulus
Paramitraceras hispidulus is een hooiwagen uit de familie Stygnopsidae.